# Mr. Show with Bob and David
Mr. Show with Bob and David, of kortweg Mr. Show, is een Amerikaans televisieprogramma dat van 1995 tot 1998 werd uitgezonden op HBO. Het komisch sketchprogramma werd bedacht door komieken Bob Odenkirk en David Cross.

## Geschiedenis
Bob Odenkirk en David Cross leerden elkaar begin jaren 1990 kennen via actrice Janeane Garofalo. Niet veel later werkten de twee samen aan het komisch sketchprogramma The Ben Stiller Show. Nadat het programma in 1993 geannuleerd werd, begonnen Odenkirk en Cross samen op te treden in Los Angeles. Verschillende sketches die ze op het podium brachten, zouden later ook terugkeren in Mr. Show.
Tijdens een van hun live optredens werden de twee ontdekt door producent Bernie Brillstein, die het duo vervolgens introduceerde bij HBO. Odenkirk en Cross kregen van de betaalzender de kans om een eigen sketchprogramma te ontwikkelen.
De cast werd geleid door Odenkirk en Cross en aangevuld met hoofdzakelijk collega's uit het alternatieve comedymilieu van Los Angeles.  Op 3 november 1995, om middernacht, ging de eerste aflevering in première. De reeks liep vier seizoenen. In december 1998 werd de laatste aflevering van Mr. Show uitgezonden.

## Format en populariteit
Elke aflevering van Mr. Show bestond uit verschillende sketches, die in elkaar overliepen en zowel op voorhand opgenomen werden als live gebracht werden voor een publiek. De vaak absurde humor werd sterk beïnvloed door het Brits sketchprogramma Monty Python's Flying Circus. In de meeste afleveringen stond er één thema centraal. In tegenstelling tot het sketchprogramma Saturday Night Live, waarvoor Odenkirk eind jaren 1980 als schrijver had gewerkt, werden er in Mr. Show zelden beroemdheden geïmiteerd of actuele gebeurtenissen of onderwerpen geparodieerd. Onderwerpen als geïnstitutionaliseerde religie, kapitalisme en moderne televisietrends als infomercials, reclamespots, muziekvideo's en realityshows werden regelmatig bespot.
Mr. Show haalde nooit hoge kijkcijfers, maar groeide in de loop der jaren wel uit tot een cultprogramma. In 2002 ging de spin-off Run Ronnie Run! in première op het Sundance Film Festival. De filmkomedie was gebaseerd op een sketch uit het eerste seizoen van Mr. Show en kon rekenen op de medewerking van verscheidene castleden van het tv-programma, waaronder Cross en Odenkirk. De productie van de film verliep moeizaam en Odenkirk liet zich na afloop negatief uit over de film, die uiteindelijk in 2003 als direct-naar-video werd uitgebracht. In april 2015 werd Mr. Show opgekocht door Netflix. Odenkirk en Cross ontwikkelden vervolgens voor de streamingdienst ook een nieuw, maar gelijkaardig sketchprogramma getiteld W/ Bob and David, dat in november 2015 in première ging.

## Rolverdeling

### Hoofdrollen
- David Cross (seizoen 1–4)
- Bob Odenkirk (seizoen 1–4)
- John Ennis (seizoen 1–4)
- Tom Kenny (seizoen 1–3)
- Jill Talley (seizoen 1–4)
- Jay Johnston (seizoen 1–4)

### Bekende medewerkers
- Jack Black (seizoen 1–2)
- Mary Lynn Rajskub (seizoen 1–2)
- Brian Posehn (seizoen 1–4)
- Janeane Garofalo (aflevering #102)
- Sarah Silverman (aflevering #103)
- Ben Stiller (aflevering #204)
- Michael McKean (aflevering #401)

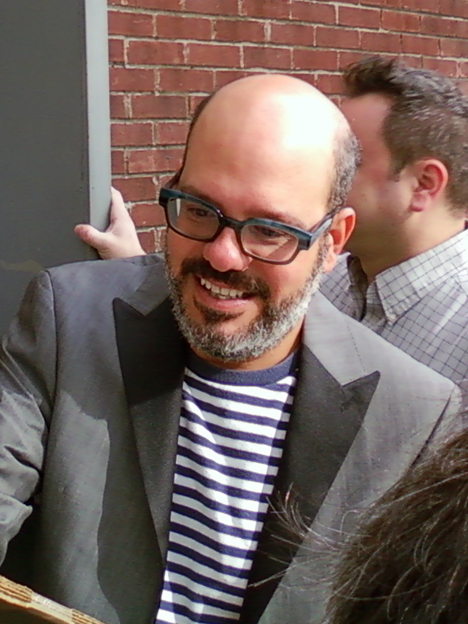
David Cross
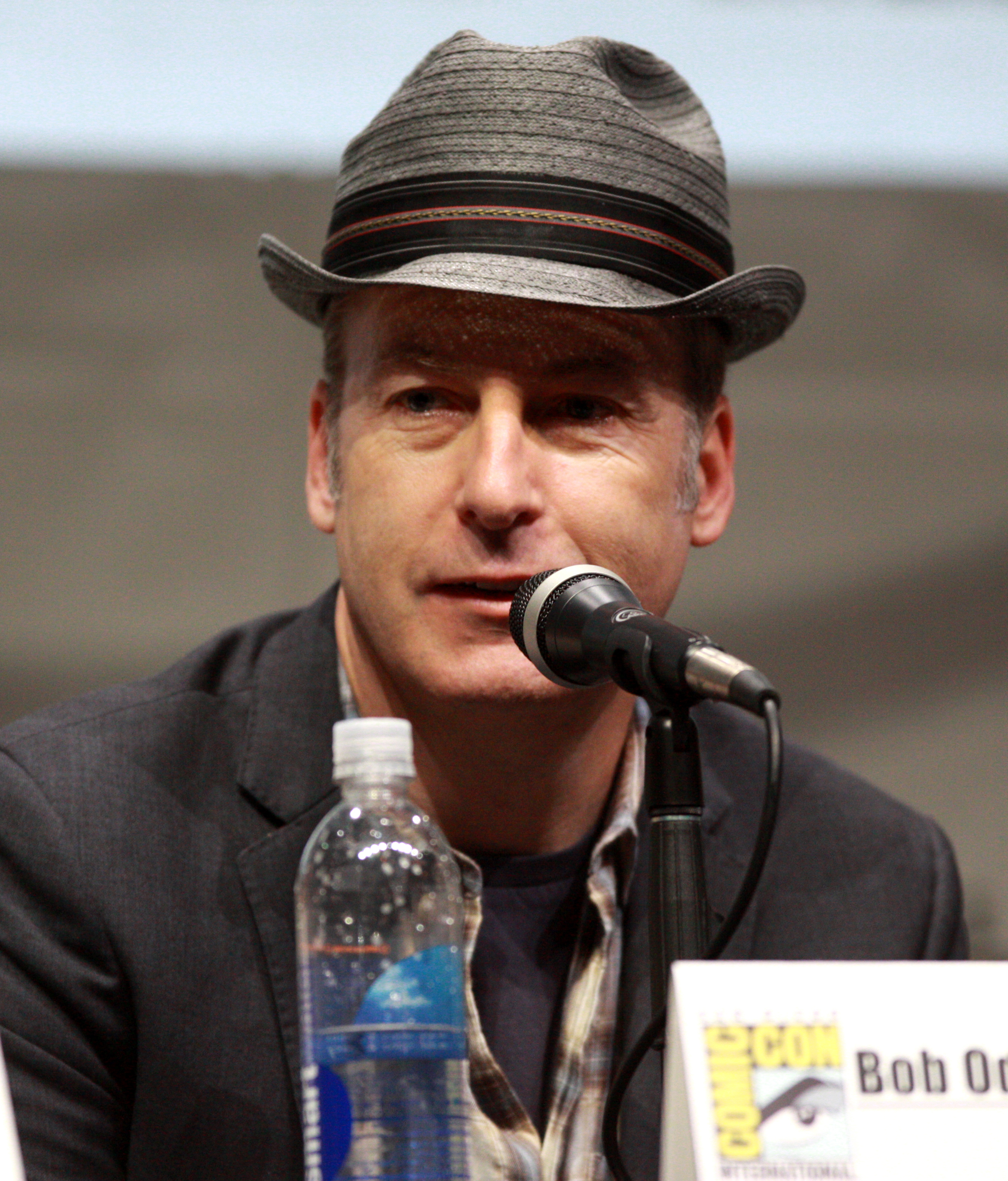
Bob Odenkirk
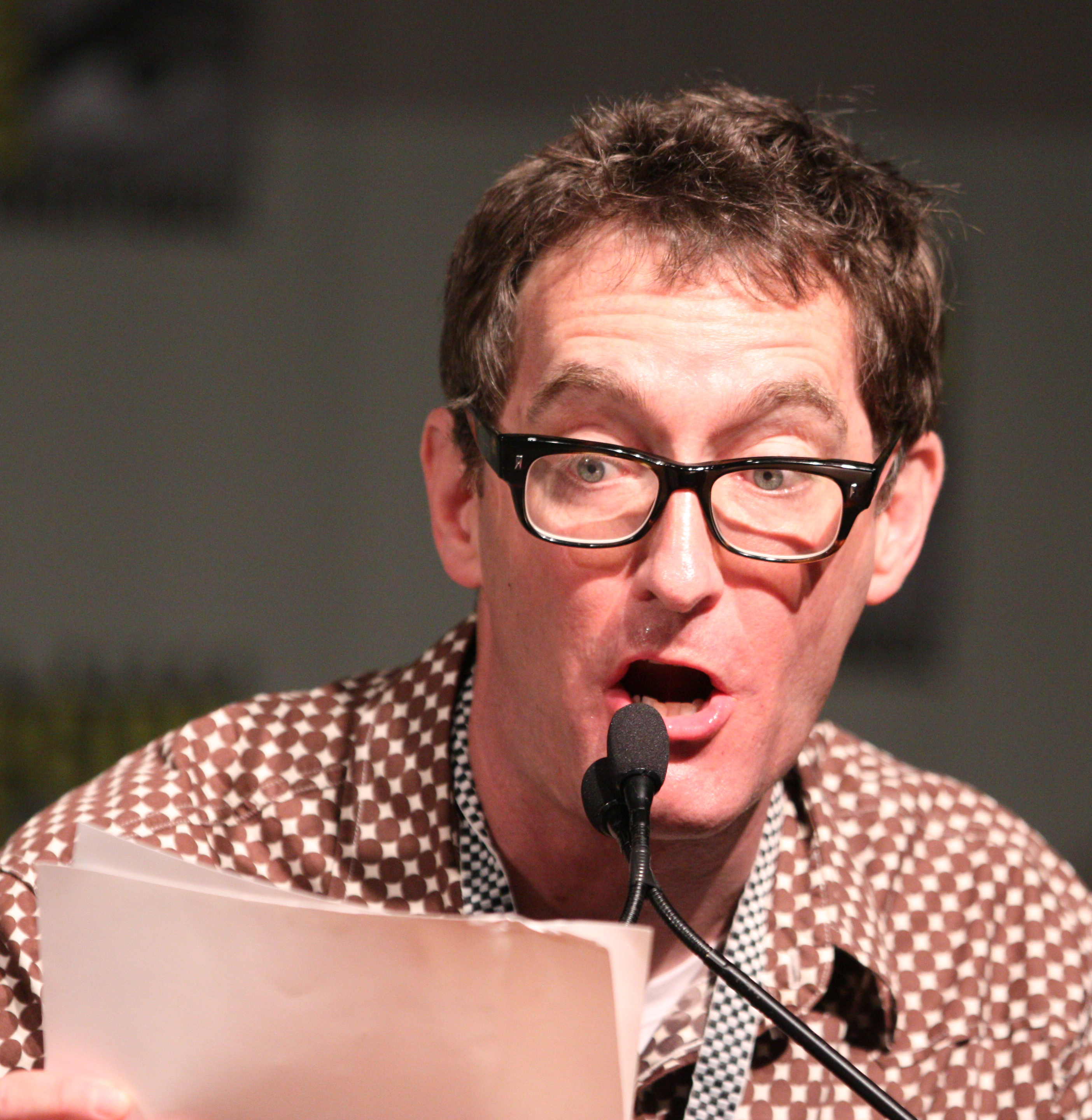
Tom Kenny
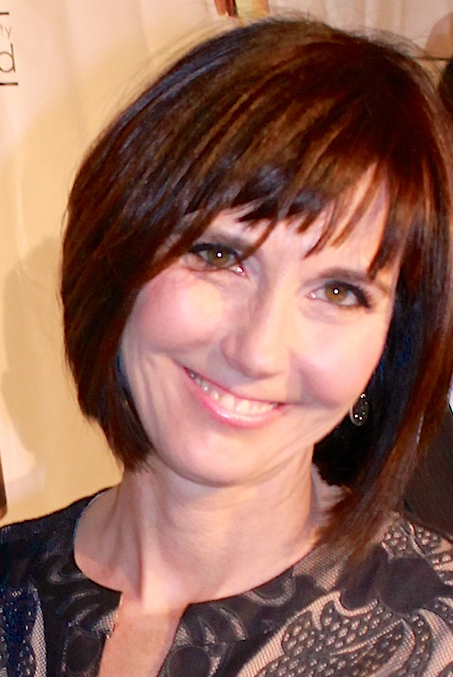
Jill Talley
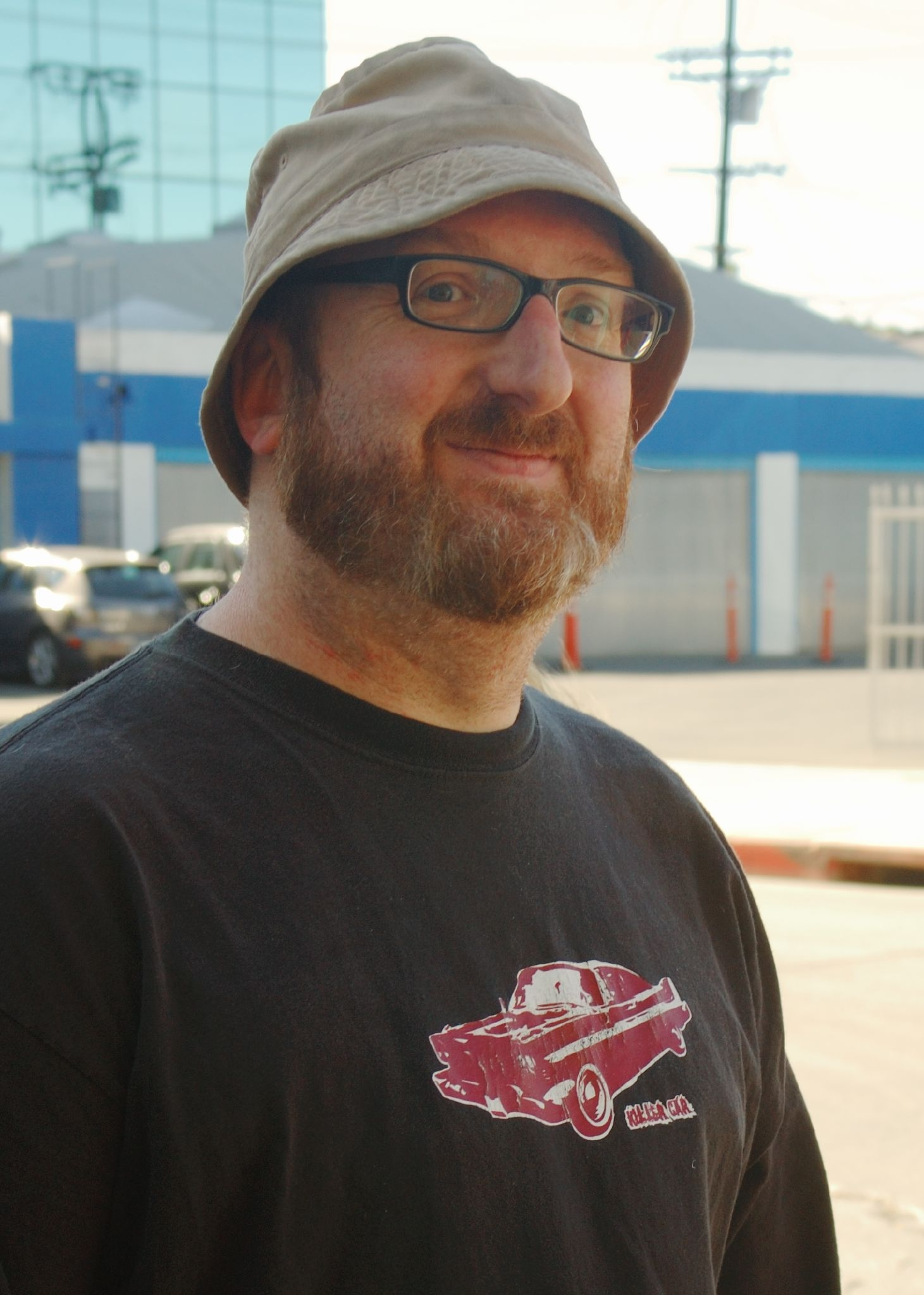
Brian Posehn
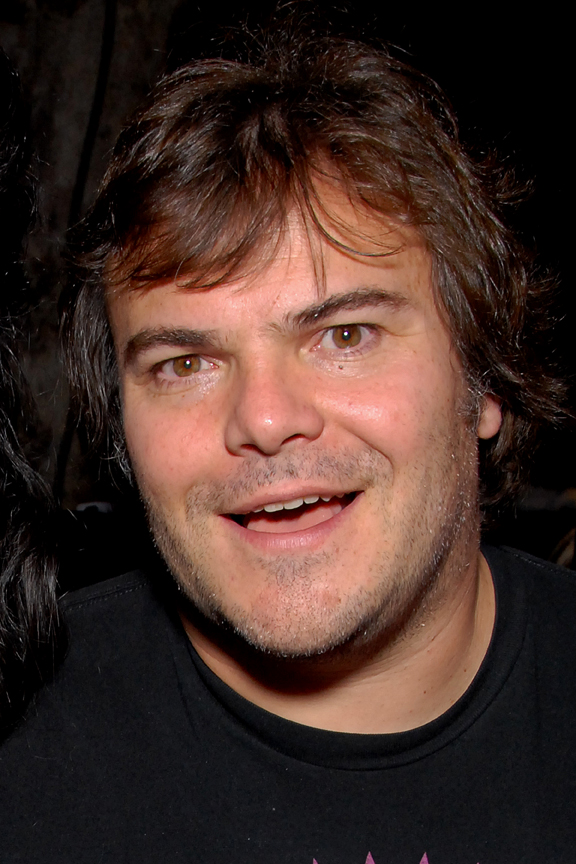
Jack Black
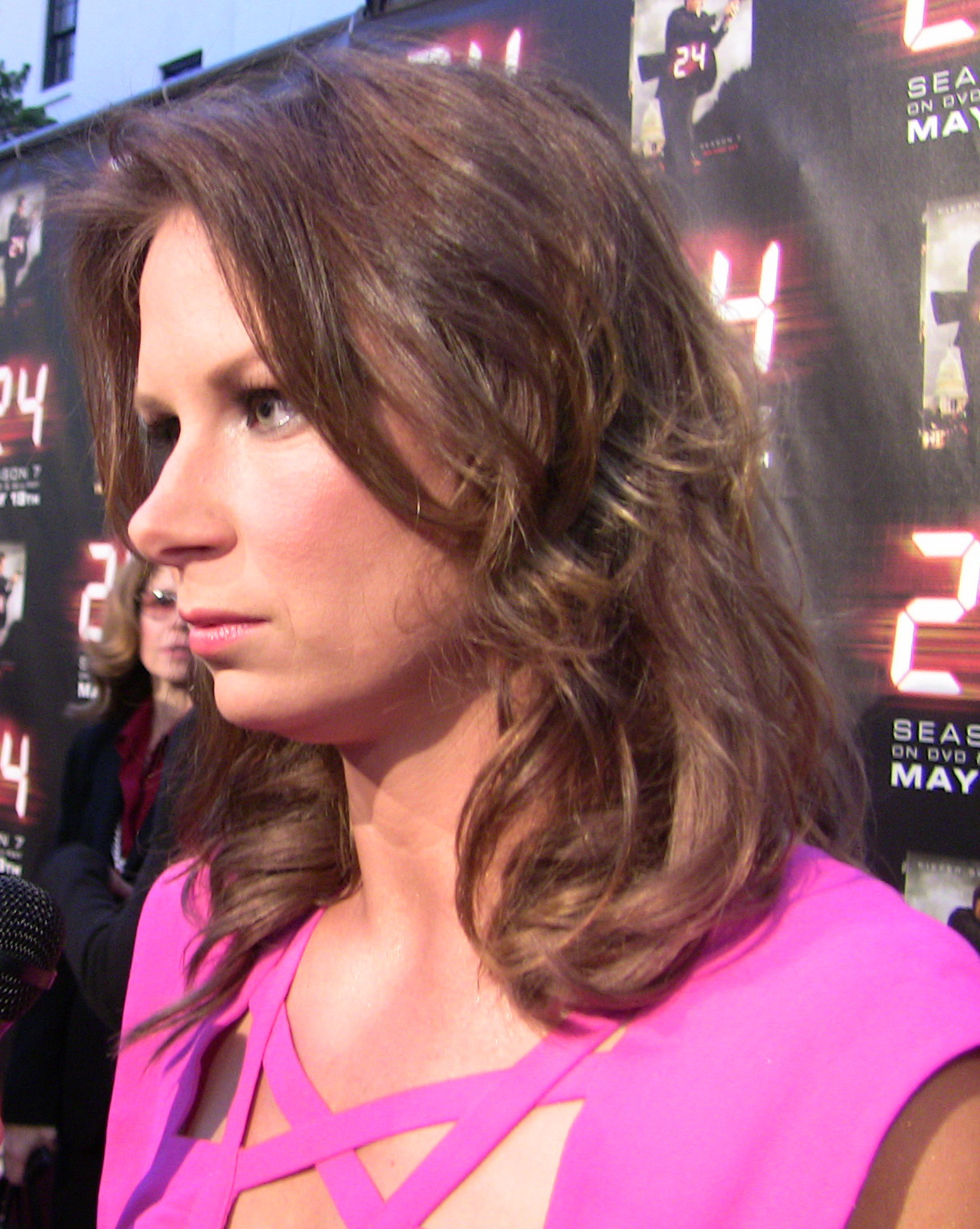
Mary Lynn Rajskub
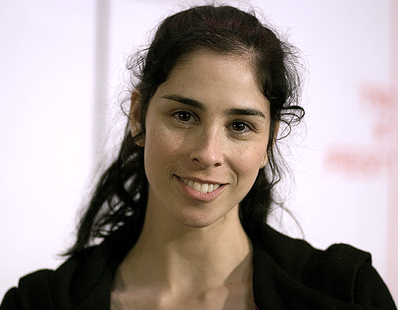
Sarah Silverman

## Terugkerende personages
| Personage(s)              | Acteur(s)                   | Beschrijving |
| ------------------------- | --------------------------- | --- |
| Ronnie Dobs               | David Cross                 | Een arme, blanke kruimeldief die meestal betrapt wordt in Fuzz, een parodie op het tv-programma Cops. Het personage diende als inspiratiebron voor de spin-off Run Ronnie Run. |
| Dylan                     | David Cross                 | Een pretentieuze man gekleed in een lange sjaal, zelfs wanneer het bloedheet is. Hij heeft een afkeer van Amerikaanse cultuur en moderne technologie.                          |
| Droopy                    | Bob Odenkirk                | Een twintigjarige werkweigeraar. Hij wil in een plaatselijk museum werken, maar beschikt niet over de juiste kwalificaties.                                                    |
| Terry Twillstein          | Bob Odenkirk                | Een Britse tv-producent en de ontdekker van Ronnie Dobs, die hij wil inschakelen in een theaterproductie.                                                                      |
| Senator Howell Tankerbell | Bob Odenkirk                | Een ultraconservatieve Dixiecrat-senator uit Georgia. |
| Fancy Pants               | Bob Odenkirk                | Een dandy die soms in stilte voorbij wandelt. |
| Three Times One Minus One | David Cross en Bob Odenkirk | Een R&B-duo bestaande uit Pootie T. (Cross) en Wolfgang Amadeus Thelonius Van Funkenmeister The 19th and 3 Quarters (Odenkirk).                                                |
| Kedzie Matthews           | Tom Kenny                   | Een hyperactieve komiek met overdreven humor. |